# Лыткин, Александр Михайлович
Алекса́ндр Миха́йлович Лы́ткин (род. 12 августа 1954, Ленинград) — советский и российский график, художник книги, живописец.

## Биография
Родился в 1954 году в Ленинграде.
В 1982 году окончил Институт живописи, скульптуры и архитектуры им. И.Е. Репина. С 1994 года — член Санкт-Петербургского Союза художников.
Заведовал кафедрой рисунка и живописи в Институте Декоративно-прикладного искусства, преподавал композицию на кафедре станковой графики заслуженного художника России О.Ю.Яхнина. Преподавал литографию в Санкт-Петербургском государственном академическом институте живописи, скульптуры и архитектуры имени И. Е. Репина при Российской академии художеств, рисунок, живопись, композицию и пластическую анатомию в Санкт-Петербургском институте искусств и реставрации.
Занимается станковой, книжной и печатной графикой, экслибрисом. Автор иллюстраций к более чем 40 книгам. Награждён почётной грамотой Министерства образования и науки Российской Федерации. В 2023 году награждён золотой медалью Союза Художников России.
Живёт и работает в Санкт-Петербурге.

## Выставки
С 1984 года постоянный участник сезонных выставок в Санкт-Петербургском Союзе художников, а также региональных и международных; лауреат и дипломант международных конкурсов книжного знака.
1994 — выставка графики Санкт-Петербурга, Норден, Германия.
1995 — конкурс экслибриса «Le XX siocle», Париж, Франция.
1996 — XVI Международное биеннале современного экслибриса в Мальборке, Польша.
1996 — персональная выставка в галерее «Lapa», Рига, Латвия.
1998 — выставка в рамках XXVIII Всемирного конгресса экслибриса FISAE, Санкт-Петербург.
2000 — выставка «Москва — Санкт-Петербург».
2000 — выставка «Санкт-Петербург — Хельсинки».
2002, 2004, 2006 — Биеннале графики в Санкт-Петербурге.
2005 — выставка петербургских художников, Каир, Александрия, Египет.
2006 — Grafikos bienale. Вильнюс, Каунас, Клайпеда.
2007 — «Современная графика Санкт-Петербурга», Южно-Сахалинск.
2007 — «Еврографик Санкт-Петербург — Краков», Краков, Польша.
2009, 2010 — лауреат Всероссийского творческого конкурса «Арт-момент» в номинации «Живопись».
2010 — выставка «Stampa D'Amore или Печать любви», галерея «XIX Талантов», Санкт-Петербург.
2010 — «Выставка трёх: Аркадий Морозов, Николай Климушкин, Александр Лыткин», ГВЗ Петрозаводска.
2011 — лауреат Первой международной триеннале «Белые ночи», Санкт-Петербург.
2011 — лауреат выставки-конкурса «Казанскому собору посвящается…», Санкт-Петербург.
2012 — выставка творческого объединения художников «Четыре стихии», СПбСХ, Санкт-Петербург.
2013 — IV ежегодный Международный фестиваль в Михайловском саду «Императорские сады России», Санкт-Петербург.
2013 — «Постижение мифа» (Выставка петербургских графиков), Вятский художественный музей имени В. М. и А. М. Васнецовых, Киров.
2015 — международная выставка «Art New World», Чжуншань, Китай.
2015 — персональная выставка в выставочном зале «Арка» графического факультета института им. И. Е. Репина, Санкт-Петербург.
2015 — ежегодная выставка преподавателей института им. И. Е. Репина, Санкт-Петербург.
2015 — выставка издательства «Вита Нова» «Священные тексты глазами современных художников», Петропавловская крепость, Санкт-Петербург.
2016 — персональная выставка в выставочном центре «Талант», Колпино.
2017 — юбилейная выставка «85 лет Союзу художников России», Манеж, Санкт-Петербург.
2018 — выставка «120/80», Музейно-краеведческий комплекс «Дом Цыплаковых», Козельск.
2018 — лауреат XXXVII Всемирного конгресса экслибриса FISAE, Прага, Чехия.
2018 — выставка «Старик Державин нас заметил…», Музей-усадьба Г. Р. Державина, Санкт-Петербург.
2019 — лауреат конкурса экслибриса «Ex Libris — Ex Cinema», библиотека Любен Каравелов, Руса, Болгария.
2019 — лауреат конкурса экслибриса «Путешествие с Марко Поло по Шёлковому пути», Palace Grand Hotel Varese, Варесе, Италия.
2019 — лауреат XVII Международного конкурса малой графики и экслибриса в Оструве-Велькопольском, Польша.
2019 — выставка «Книжный знак из коллекции Мастерской Печатной Графики», Библиотека Семёновская, Санкт-Петербург.
2019 — Первая биеннале современного искусства. «Арт-коллаборации. Синтез искусств», Национальная галерея Республики Коми, Сыктывкар.
2019 — выставка издательства «Вита Нова» «Портрет книги», Музей Печати, Санкт-Петербург.
2019 — выставка «Современная петербуржская литография» в Музейном ресурсном центре города Ноябрьска.
2020 — Отчётная выставка Мастерской Печатной Графики, Арт-центр «Гаркундель», Санкт-Петербург.
2020 — международная выставка-конкурс «Творческая весна», СПбГУПТД, Санкт-Петербург.
2020 — выставка «Эстамп-2020», СПбСХ, Санкт-Петербург.
2020 — второе место на XXVII Международном биеннале современного экслибриса в Мальборке, Польша.
2020 — лауреат конкурса экслибриса XXXVIII Международного Конгресса FISAE 2020.
2020 — выставка экслибриса, Исторический музей Перуштицы, Болгария.
2020 — выставка «Александр Кондратьев и друзья», ДК им. Крупской, Санкт-Петербург.
2020 — победитель конкурса экслибриса «Xinchow Hundred Cow Memorial Exlibris Design Contest», Гонконг.
2021 — выставка «Ангелы издательства «Вита Нова» в Инженерном доме Петропавловской крепости, Санкт-Петербург.
2021 — XVIII Asian & African and Mediterranean International Art Exhibition.
2021 — «В городах, где я бывал». Выставка гравюр из собрания А. В. Коноплева, Дом В. Н. Корбакова, Вологда.
2021 — первое место в номинации «экслибрис» на I Международном триеннале малых форм графики и экслибриса «Памятники культуры мира», Международный центр искусств «Главный проспект», Екатеринбург.
2021 — выставка печатной графики русских, белорусских и украинских художников «Wind from the East», Palace Grand Hotel Varese, Варесе, Италия.
2021 — первое место на конкурсе экслибриса «Данте Алигьери», Palace Grand Hotel Varese, Варесе, Италия.
2021 — выставка «Современный экслибрис России», Музей экслибриса и миниатюрной книги, Москва.
2022 — выставка IV Международного конкурса экслибриса в Варне — «ExLibris Reload», галерея «Largo», Болгария.
2022 — выставка «Графика в коллекциях калужан», Дом музыки, Калуга.
2022 — выставка «С чистого листа», галерея «Мольберт», Санкт-Петербург.
2022 — призёр конкурса экслибриса «Year of the Tiger», Гонконг.
2022 — юбилейная выставка «90 лет Союзу художников России», СПбСХ, Санкт-Петербург.
2022 — персональная выставка «Пепел, стучащий в людские сердца…», Музей изобразительных искусств, Великий Новгород.
2022 — выставка экслибриса «Данте Алигьери», галерея «Largo», Болгария.
2022 — выставка «ILLUSTRATIO», галерея «Мольберт», Санкт-Петербург.
2022 — выставка «Книга художника» из фондов Государственного литературного музея «XX век», СПбСХ, Санкт-Петербург.
2022 — выставка «Петербургский цветной эстамп», Библиотека с выставочным залом, Санкт-Петербург.
2022 — выставка «Петербургский экслибрис», Музей экслибриса и миниатюрной книги, Москва.
2022 — выставка «Валерий Мишин, Борис Забирохин, Александр Лыткин. Книжная графика», Музей Ф. М. Достоевского, Санкт-Петербург.
2022 — выставка «Петербургский экслибрис», Центральная городская публичная библиотека имени В. В. Маяковского, Санкт-Петербург.
2022 — международная выставка «Похищение Европы глазами современных художников» из коллекции А. Макарова, Североморский Музейно-выставочный комплекс, Североморск.
2022 — выставка «Санкт-Петербург – Москва», СПбСХ, Санкт-Петербург.
2022 — персональная выставка в выставочном зале «Арка» графического факультета Академии художеств им. И. Е. Репина, Санкт-Петербург.
2022 — диплом Третьего международного биеннале литографии, Культурный Центр «Пароброд», Белград, Сербия.
2023 — лауреат международного конкурса «Экслибрис – Россия – Екатеринбург 2023».
2023 — выставка "Весна—2023", СПбСХ.
2023 — персональная выставка в Музее экслибриса и миниатюрной книги, Москва.
2023 — выставка «ЛИТОГРАФиЯ», выставочный зал «Арка» графического факультета Академии художеств им. Ильи Репина, Санкт-Петербург.
2023 — персональная выставка «Графика», ДХШ им. М.К. Аникушина, Кронштадт.
2023 — выставка «Петербург. Кто мы?», СПбСХ, Санкт-Петербург.
2023 — лауреат конкурса экслибриса «Экслибрис — Россия — Екатеринбург 2023»
2023 — выставка «Современные экслибрисы для библиофилов и книголюбов» в рамках всероссийской научно-практической конференции «Экслибрисы как информационный ресурс для изучения книжной культуры», Музей экслибриса и миниатюрной книги, Москва.
2023 — призёр конкурса экслибриса «Year of Rabbit · Panda Global Commemorative Ex-libris Design Competition», Гонконг.
2023 — выставка «ЛИТОГРАФ». В рамках фестиваля «Владимирский LIVE. Территория культуры», Zarenkov Gallery, СПб.
2023 — региональная выставка «Санкт-Петербург», СПбСХ, Санкт-Петербург.
2024 — персональная выставка «Книжная графика», Библиотека книжной графики, Санкт-Петербург.
2024 — выставка «Петербургская литография. Сохраним вместе», ДХШ им. М.К. Аникушина, Кронштадт.
2024 — первый приз III международного конкурса экслибриса в Гранаде, Испания
2024 — выставка «Наше всё», СПбСХ, Санкт-Петербург.
2024 — выставка «Книжное царство», Музей печати, Санкт-Петербург.
2024 — IV Биеннале печатной графики «Кубачинская башня», выставочный зал дагестанского отделения Союза художников России, Махачкала (III место в номинации «Экслибрис»).
2024 — выставка «Виды Владимирского округа». В рамках фестиваля «Владимирский LIVE. Территория культуры», Zarenkov Gallery, СПб.
2024 — персональная выставка «Угол зрения», Музей современного искусства «Артмуза», Санкт-Петербург.
2024 — выставка «ЛИТОГРАФ», Художественная галерея Выставочного центра «Эрмитаж-Выборг», Выборг.
2024 — выставка «Перфеличе», Zarenkov Gallery, СПб.
2024 — выставка «ЛИТОГРАФ», Культурно-выставочный центр ВШТЭ, СПб.
2024 — диплом Четвёртого международного биеннале литографии, Культурный Центр «Пароброд», Белград, Сербия.

## Музейные собрания
- Вятский художественный музей имени В. М. и А. М. Васнецовых (Киров)
- Омский областной музей изобразительных искусств имени М.А. Врубеля (Омск)
- Сахалинский областной художественный музей (Южно-Сахалинск)
- Ямало-Ненецкий окружной музейно-выставочный комплекс им. И.С. Шемановского (Салехард)
- Кыргызский Национальный Музей Изобразительных Искусств имени Гапара Айтиева (Бишкек)
- Вологодская областная картинная галерея
- Екатеринбургский музей изобразительных искусств
- Музей изобразительных искусств Кузбасса (Кемерово)
- Научная библиотека Эрмитажа
- Художественный музей русского искусства Фэнюе / 凤跃俄罗斯油画美术馆 (Харбин)
- Музей экслибриса и миниатюрной книги Международного союза общественных организаций книголюбов (Москва)
- Национальная библиотека Каталонии
- Xotaris Art Foundation